# Nagy-Britannia az 1924. évi téli olimpiai játékokon
Nagy-Britannia a franciaországi Chamonix-ban megrendezett 1924. évi téli olimpiai játékok egyik részt vevő nemzete volt. Az országot az olimpián 5 sportágban 44 sportoló képviselte, akik összesen 4 érmet szereztek.

## Érmesek
| Érem  | Versenyző | Sportág     | Versenyszám |
| ----- | --- | ----------- | ----------- |
| Arany | William Jackson Thomas Murray Robin Welsh Laurence Jackson | Curling     | Férfi       |
| Ezüst | Ralph Broome Thomas Arnold Alexander Richardson Rodney Soher | Bob         | Férfi ötös  |
| Bronz | Nemzeti válogatott William Anderson Lorne Carr-Harris Colin Carruthers Eric Carruthers Guy Clarkson Ross Cuthbert Geoffrey Holmes Hamilton Jukes Edward Pitblado Blaine Sexton | Jégkorong   | Férfi       |
| Bronz | Ethel Muckelt | Műkorcsolya | Női egyéni  |

## Bob
| Versenyző                                                    | 1. futam | 1. futam | 2. futam | 2. futam | 3. futam | 3. futam | 4. futam | 4. futam | Összesítés | Összesítés |
| Versenyző                                                    | Idő      | Hely.    | Idő      | Hely.    | Idő      | Hely.    | Idő      | Hely.    | Idő        | Helyezés   |
| ------------------------------------------------------------ | -------- | -------- | -------- | -------- | -------- | -------- | -------- | -------- | ---------- | ---------- |
| Ralph Broome Thomas Arnold Alexander Richardson Rodney Soher | 1:28,73  | 2.       | 1:28,67  | 2.       | 1:25,76  | 2.       | 1:25,67  | 1.       | 5:48,83    |            |
| William Horton Archibald Crabbe Gerard Fairlie George Pim    | 1:42,33  | 5.       | 1:41,28  | 5.       | 1:38,58  | 5.       | 1:38,52  | 5.       | 6:40,71    | 5.         |

## Curling
- Laurence Jackson
- William Jackson
- Thomas Murray
- Robin Welsh

### Eredmények
| 1924. január 29. |  | Nagy-Britannia (GBR) | 38 – 7 | Svédország (I.) |  |  |
| 1924. január 29. |  |                      |        |                 |  |  |

| 1924. január 30. |  | Nagy-Britannia (GBR) | 46 – 4 | Franciaország |  |  |
| 1924. január 30. |  |                      |        |               |  |  |

Végeredmény
| Nemzet         | Gy | V | P+ | P– |
| -------------- | -- | - | -- | -- |
| Nagy-Britannia | 2  | 0 | 84 | 11 |
| Svédország     | 1  | 1 | 25 | 48 |
| Franciaország  | 0  | 2 | 14 | 64 |

| Csapat         | Helyezés |
| -------------- | -------- |
| Nagy-Britannia |          |

## Gyorskorcsolya
| Versenyző     | Versenyszám | Eredmény | Helyezés |
| ------------- | ----------- | -------- | -------- |
| Fred Dix      | 500 m       | 56,4     | 23.*     |
| Cyril Horn    | 500 m       | 1:04,4   | 27.      |
| Tom Sutton    | 500 m       | 1:00,8   | 25.      |
| Albert Tebbit | 5000 m      | 11:01,0  | 20.      |

| Versenyző     | Versenyszám | 500 m  | 500 m | 5000 m  | 5000 m | 1500 m | 1500 m | 10 000 m | 10 000 m | Összesítés | Összesítés     | Összesítés |
| Versenyző     | Versenyszám | Idő    | Hely  | Idő     | Hely   | Idő    | Hely   | Idő      | Hely     | Pontszám   | Idők pontszáma | Helyezés   |
| ------------- | ----------- | ------ | ----- | ------- | ------ | ------ | ------ | -------- | -------- | ---------- | -------------- | ---------- |
| Fred Dix      | Összetett   | 56,4   | 18.*  | –       | –      | –      | –      | –        | –        | kiesett    | kiesett        | kiesett    |
| Cyril Horn    | Összetett   | 1:04,4 | 22.   | –       | –      | –      | –      | –        | –        | kiesett    | kiesett        | kiesett    |
| Tom Sutton    | Összetett   | 1:00,8 | 20.   | –       | –      | –      | –      | –        | –        | kiesett    | kiesett        | kiesett    |
| Albert Tebbit | Összetett   | –      | –     | 11:01,0 | 20.    | –      | –      | –        | –        | kiesett    | kiesett        | kiesett    |

## Jégkorong
| Brit férfi jégkorongcsapat-játékoskeret                                                    | Brit férfi jégkorongcsapat-játékoskeret                                              |
| ------------------------------------------------------------------------------------------ | ------------------------------------------------------------------------------------ |
| - William Anderson - Lorne Carr-Harris - Colin Carruthers - Eric Carruthers - Guy Clarkson | - Ross Cuthbert - Geoffrey Holmes - Hamilton Jukes - Edward Pitblado - Blaine Sexton |

### Eredmények
Csoportkör
B csoport
| Csapat           | M | Gy | D | V | G+ | G– | Gk  | P |
| ---------------- | - | -- | - | - | -- | -- | --- | - |
| Egyesült Államok | 3 | 3  | 0 | 0 | 52 | 0  | +52 | 6 |
| Nagy-Britannia   | 3 | 2  | 0 | 1 | 34 | 16 | +18 | 4 |
| Franciaország    | 3 | 1  | 0 | 2 | 9  | 42 | –33 | 2 |
| Belgium          | 3 | 0  | 0 | 3 | 7  | 44 | –37 | 0 |

| 1924. január 29. | Franciaország (FRA) | 2 – 15 (1–5, 1–3, 0–7) | Nagy-Britannia | Chamonix |

|  |  |  |  |  |
|  |  |  |  |  |
|  |  |  |  |  |
|  |  |  |  |  |

| 1924. január 30. | Nagy-Britannia (GBR) | 19 – 3 (8–1, 6–1, 5–1) | Belgium | Chamonix |

|  |  |  |  |  |
|  |  |  |  |  |
|  |  |  |  |  |
|  |  |  |  |  |

| 1924. január 31. | Egyesült Államok (USA) | 11 – 0 (6–0, 2–0, 3–0) | Nagy-Britannia | Chamonix |

|  |  |  |  |  |
|  |  |  |  |  |
|  |  |  |  |  |
|  |  |  |  |  |

Négyes döntő
| 1924. február 1. | Kanada (CAN) | 19 – 2 (6–2, 6–0, 7–0) | Nagy-Britannia | Chamonix |

|  |  |  |  |  |
|  |  |  |  |  |
|  |  |  |  |  |
|  |  |  |  |  |

| 1924. február 2. | Nagy-Britannia (GBR) | 4 – 3 (0–1, 2–2, 2–0) | Svédország | Chamonix |

|  |  |  |  |  |
|  |  |  |  |  |
|  |  |  |  |  |
|  |  |  |  |  |

Végeredmény
A táblázat tartalmazza
- az A csoportban lejátszott Kanada – Svédország 22–0-s,
- a B csoportban lejátszott Egyesült Államok – Nagy-Britannia 11–0-s eredményt is.

| Csapat           | M | Gy | D | V | G+ | G– | Gk  | P |
| ---------------- | - | -- | - | - | -- | -- | --- | - |
| Kanada           | 3 | 3  | 0 | 0 | 47 | 3  | +44 | 6 |
| Egyesült Államok | 3 | 2  | 0 | 1 | 32 | 6  | +26 | 4 |
| Nagy-Britannia   | 3 | 1  | 0 | 2 | 6  | 33 | –27 | 2 |
| Svédország       | 3 | 0  | 0 | 3 | 3  | 46 | –43 | 0 |

| Csapat         | Helyezés |
| -------------- | -------- |
| Nagy-Britannia |          |

## Műkorcsolya
| Versenyző                          | Versenyszám  | Kötelező elemek   | Kötelező elemek | Kűr               | Kűr   | Összesítés                     | Összesítés                     | Összesítés                     | Összesítés                     | Összesítés                     | Összesítés                     | Összesítés                     | Összesítés        | Összesítés  | Összesítés | Összesítés |
| Versenyző                          | Versenyszám  | Kötelező elemek   | Kötelező elemek | Kűr               | Kűr   | Helyezési pontszámok bírónként | Helyezési pontszámok bírónként | Helyezési pontszámok bírónként | Helyezési pontszámok bírónként | Helyezési pontszámok bírónként | Helyezési pontszámok bírónként | Helyezési pontszámok bírónként | Több. hely. száma | Hely. össz. | Pont       | Helyezés   |
| Versenyző                          | Versenyszám  | Több. hely. száma | Hely.           | Több. hely. száma | Hely. | 1                              | 2                              | 3                              | 4                              | 5                              | 6                              | 7                              | Több. hely. száma | Hely. össz. | Pont       | Helyezés   |
| ---------------------------------- | ------------ | ----------------- | --------------- | ----------------- | ----- | ------------------------------ | ------------------------------ | ------------------------------ | ------------------------------ | ------------------------------ | ------------------------------ | ------------------------------ | ----------------- | ----------- | ---------- | ---------- |
| Jack Page                          | Férfi egyéni | 6×6+              | 6.              | 5×5+              | 5.    | 5,0                            | 5,0                            | 7,0                            | 6,0                            | 4,0                            | 5,0                            | 4,0                            | 5×5+              | 36,0        | 2067,00    | 5.         |
| Herbert Clarke                     | Férfi egyéni | 7×10+             | 10.             | 7×11+             | 11.   | 10,0                           | 10,0                           | 10,0                           | 10,0                           | 10,0                           | 10,0                           | 10,0                           | 7×10+             | 70,0        | 1538,25    | 10.        |
| Ethel Muckelt                      | Női egyéni   | 4×3+              | 3.              | 6×6+              | 6.    | 4,0                            | 3,0                            | 3,0                            | 4,0                            | 4,0                            | 3,0                            | 5,0                            | 6×4+              | 26,0        | 1750,50    |            |
| Kathleen Shaw                      | Női egyéni   | 6×6+              | 6.              | 7×8+              | 8.    | 7,0                            | 8,0                            | 6,0                            | 6,0                            | 7,0                            | 4,0                            | 8,0                            | 5×7+              | 46,0        | 1547,00    | 7.         |
| Ethel Muckelt Jack Page            | Páros        |                   |                 |                   |       | 6,5                            | 1,0                            | 7,0                            | 3,0                            | 3,5                            | 5,5                            | 4,0                            | 4×4+              | 30,5        | 69,50      | 4.         |
| Mildred Richardson Tyke Richardson | Páros        |                   |                 |                   |       | 8,0                            | 7,0                            | 8,0                            | 9,0                            | 8,0                            | 8,0                            | 9,0                            | 5×8+              | 57,0        | 53,75      | 8.         |